# 女人四十 (無綫電視節目)
《女人四十》（英語：Pretty Forty），為香港無綫電視製作之訪談節目，由田蕊妮擔任主持，合共10集，由2018年11月20日至12月2日逢星期一至五晚上22:30-22:55（最後一集為星期日），於翡翠台播放，及於myTV SUPER提供節目重溫。為無綫電視51週年「台慶獻禮」之一。
而主持田蕊妮榮獲萬千星輝頒獎典禮2018最佳主持獎。

## 節目概要[3]
四十歲往往被女性視為人生分水嶺，遲婚、高齡生育等問題固然困擾，單身一族還要花盡心思，務求在感情市場保持競爭力。踏入「女人四十」的田蕊妮，分別邀請年紀相近的車婉婉、谷祖琳、杜如風及多位圈外素人現身說法。阿田還以第一身角度探討、體驗女士們熱切關注的生理及心理疑難，為廣大「中女」排難解憂，讓姊妹們衝破年齡界限，活出自信！譚俊彥、黎諾懿等男士亦會加入討論互動，從男人觀點細談兩性議題，帶出男女四十大不同。

## 每集內容
| 集數 | 播映日期 | 主題                 | 嘉賓                                               |
| 01   | 11月20日 | 女人四十的困惑       | 杜如風、車婉婉、谷祖琳、蔣怡、卓韻芝               |
| 02   | 11月21日 | 女人40 VS 女人20     | Miss Hunny、陳山聰、譚俊彥                         |
| 03   | 11月22日 | 女人四十還可戀愛嗎？ | 不適用                                             |
| 04   | 11月23日 | 我和「弟弟」的約會   | 吳業坤、黎諾懿、譚俊彥、陳山聰、袁文傑             |
| 05   | 11月26日 | 男女大不同           | 黎諾懿、譚俊彥、陳山聰、袁文傑、朱芊佩（搬貨羅拉） |
| 06   | 11月27日 | 女為悅己「整」容？   | 杜如風、谷祖琳                                     |
| 07   | 11月28日 | 40前唔嫁冇得嫁？     | 卓韻芝                                             |
| 08   | 11月29日 | 幸福一生的承諾       | 不適用                                             |
| 09   | 11月30日 | 生仔唔怕遲？         | 蔣怡、車婉婉                                       |
| 10   | 12月2日  | 有卵趁嫩雪？         | 蔣怡、車婉婉、鄧洢玲、羅詠怡、莫綺瓊（羅詠怡母親） |

## 資料來源
1. ↑  女人四十！田蕊妮節目講生仔 （页面存档备份，存于），東網，2018年10月15日
2. ↑  新節目探討女人四十驚恐話題田蕊妮：我40歲係最靚 （页面存档备份，存于），星島日報，2018年10月15日
3. ↑  田蕊妮︰女人40 一樣精采 （页面存档备份，存于），晴報，2018年11月20日
4. ↑  《女人四十》田蕊妮中女活得更精彩　41歲阿田：女人到40歲才更清楚自己 （页面存档备份，存于），香港經濟日報，2018年11月21日
5. ↑  【女人四十】田蕊妮Speed dating似見工？「香港王思聰」語出驚人 （页面存档备份，存于），香港01，2018年11月23日

## 外部連結
- 女人四十 - 主頁 - tvb.com （页面存档备份，存于）

## 電視節目的變遷
| 香港無綫電視翡翠台 星期一至五 22:30-23:00 時段 | 香港無綫電視翡翠台 星期一至五 22:30-23:00 時段 | 香港無綫電視翡翠台 星期一至五 22:30-23:00 時段 |
| ---------------------------------------------- | ---------------------------------------------- | ---------------------------------------------- |
|                                                | 女人四十 （2018.11.20 - 2018.12.02）           |                                                |
| 周遊東京（第二輯） （2018.11.05 - 2018.11.16） | 兄弟姊妹去旅行 （2018.12.03 - 2018.12.14）     |                                                |